# Bönen
Bönen é um município da Alemanha localizado no distrito de Unna, região administrativa de Arnsberg, estado de Renânia do Norte-Vestfália.